# Flaming (canción)
«Flaming» es un sencillo del grupo británico de rock psicodélico y progresivo, Pink Floyd, perteneciente al álbum The Piper at the Gates of Dawn.
La canción, escrita por Syd Barrett, se ambienta básicamente en un escenario infantil entre dos amigos, "Holgazaneando en la neblina de rocío". Después de que David Gilmour se uniera a la banda, la canción permaneció dentro de las canciones que tocaba la banda frecuentemente por un corto periodo en 1968.
Fue también el tercer sencillo de Pink Floyd en Estados Unidos, pero este no entró en las listas. La mezcla monoaural de Flaming está ligeramente editada de otras versiones estéreo y monoaurales de la grabación. Este sencillo fue lanzado en lugar de Apples and Oranges, y en su lado-B estaba Paint Box que había fallado en entrar en las listas de Reino Unido.

## Personal
- Syd Barrett - guitarra eléctrica, guitarra de doce cuerdas, voz solista, simulación vocal de percusión,[1] juguetes automáticos.
- Richard Wright - órgano Farfisa, piano preparado, órgano Hammond, órgano Lowrey, voces de acompañamiento, simulación vocal de percusión, juguetes automáticos.
- Roger Waters - bajo, flauta de émbolo, voces de acompañamiento, simulación vocal de percusión, juguetes automáticos.
- Nick Mason - batería, crótalos, juguetes automáticos.[2]